# Rohrpostnetze in Amerika

Kartenbrief der Rohrpost in Buenos Aires (ca. 1920)

Bedarfsgebrauchte Rohrpostkarte der Rohrpost in Sao Paulo (1916)

Außerhalb Europas existierte die größte Rohrpostanlage, die auch Päckchen transportieren konnte, in New York City. Daneben bestanden kleinere Anlagen in Boston, Chicago, Philadelphia und Saint-Louis. In Südamerika gab es Rohrpostanlagen in Buenos Aires als expreso urbano (Stadtschnellverkehr) des Telegraphenamtes sowie in Rio de Janeiro und São Paulo. In Brasilien und Argentinien sind die Rohrpostganzsachen von der Telegraphenverwaltung herausgegeben worden, was auf den ursprünglichen Sinn des Rohrpostnetzes zur Beschleunigung der Telegrammübermittlung in Großstädten hinweist.

## Vereinigte Staaten von Amerika

### Philadelphia (Pennsylvania)
Auf Betreiben von John Wanamaker wurde als erste Anlage in Amerika am 1. März 1893 die Rohrpostanlage von Philadelphia in Betrieb genommen. Zum Einsatz kamen zunächst rotierende Stahlbehälter von 18×6,5 Zoll mit einem Fassungsvermögen von bis zu 500 Briefen. Pro Minute konnten acht Behälter versendet werden, die Fahrtdauer lag bei einer Minute. Nach einigen Erweiterungen umfasste das Netz 32 km und hatte eine Übertragungskapazität von 240.000 Briefen pro Stunde. 1898 wurde das System auf 8-Zoll-Röhren umgestellt. Bei Vorführungen des Systems wurden gelegentlich sogar lebende Tiere transportiert. Am 30. Juni 1918 veranlasste der Postminister Albert S. Burleson die endgültige Einstellung des Betriebs nach kriegsbedingter Pause.

### Boston (Massachusetts)
Die Rohrpostanlage von Boston (Boston Pneumatic Transit) folgte 1897. Sie verband die Hauptpost mit der Boston North Station. Die verwendeten Kartuschen von 21×8 Zoll fassten bis zu 600 Briefe. Auch hier wurde der Betrieb 1916 eingestellt. 1926 erfolgte der Versuch einer Wiederinbetriebnahme als Boston Postal Pneumatic Tube System. Über die Umsetzung des vorgeschlagenen Ausbaus und die weitere Geschichte liegen keine Informationen vor.

### Chicago (Illinois)

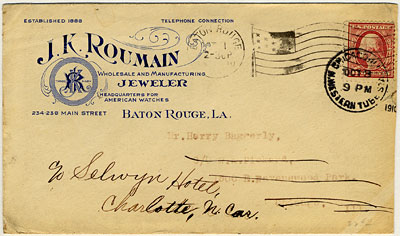
Postkarte aus Baton Rouge nach Chicago, dort am 8. Oktober 1910 durch die Western Tube in Chicago wegen Nachsendung nach Charlotte in North Carolina zum Abgangspostamt befördert.

Am 24. August 1904 eröffnete die Chicago Postal Pneumatic Tube Service Co. ein 14 km langes Netz. Wenige Monate später kam es zu Betriebsstörungen durch auskondensierte Feuchtigkeit. 1905 wurden auf drei Linien mit neun Stationen 2,6 Mio. Sendungen täglich befördert. 1908 schlug der Erfinder Joseph Stoetzel ein Großformat-Fracht-Rohrpostsystem vor, das aber nicht zur Realisierung kam. Obwohl die Bundesfinanzierung 1918 eingestellt wurde, blieb das Chikagoer Netz bis Mitte der 1930er Jahre in Betrieb.
Der Stempel auf der abgebildeten Sendung zeigt, dass es sich um eine postalische Weiterbeförderung der Sendung handelt und dass die Post diese Postkarte in den pneumatic dispatch von Chicago eingespeist hat. Wie überall in der Welt wurde auch hier das Rohrpostsystem u. a. dazu genutzt, nachzusendende Postsendungen auf dem schnellsten Weg in die richtigen Verbindungen einzuspeisen.

#### Die Hausrohrpost des VersandhausesSears, Roebuck & Co(1905)

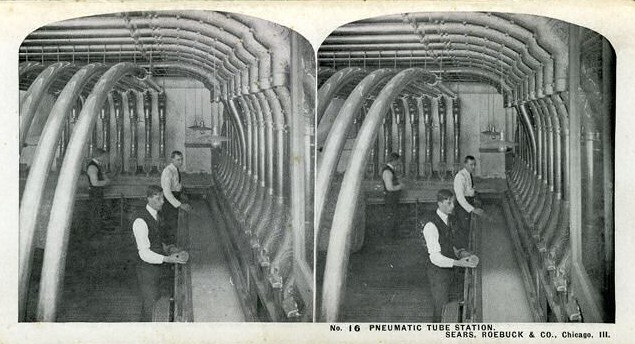
Rohrpostzentrale von Sears, Roebuck & Co. in Chicago (Stereo-Werbekarte von 1905)

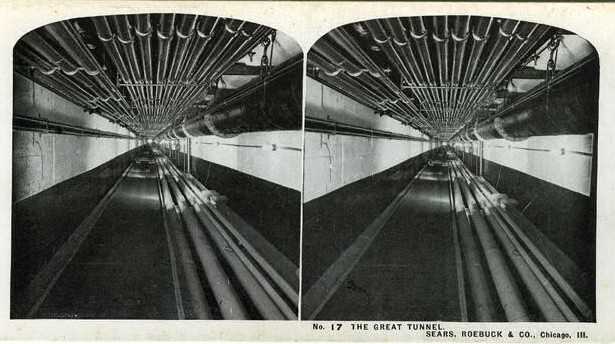
Tunnel mit Hausrohrpostanlage und Rohren für Wasser, klimatisierte Luft sowie Stromkabeln unter dem Firmensitz von Sears, Roebuck & Co in Chicago

Sears, Roebuck & Co., das älteste und für lange Zeit auch größte Versandhaus der Welt, verfügte an seiner Zentrale in Chicago im Jahre 1905 über eine Hausrohrpost, die täglich bis zu 70000 Rohrpostbüchsen mit Bestellungen, firmeninternen Informationen, Packzetteln etc. versandte. Im Tagesdurchschnitt wurden 7000 per Post eingegangene Bestellungen bearbeitet. Das entspricht ca. 2,5 Millionen jährlich bearbeiteter Sendungen, was dem Rohrpostaufkommen von Großstädten dieser Zeit entsprach oder es sogar übertraf. Das Rohrpostnetz erstreckte sich über das gesamte, 40 Hektar umfassende Areal des Firmensitzes mit Verwaltungsgebäude, Lagerhallen und Versandabteilungen und hatte eine Länge von 15 Meilen (ca. 24 km). Es ist damit vergleichbar mit den Rohrpostnetzen von Berlin, Paris und Marseille zum Zeitpunkt ihrer Inbetriebnahme.

### New York

Entwurf für die Verteilerstation Pneumatic Dispatch für New York, 1868

Ähnlich wie in Berlin hatte auch in New York eine Telegraphengesellschaft die Federführung bei der Entwicklung der Rohrpost. Das New Yorker Rohrpostnetz wurde von der Western Union Telegraph Company installiert und am 7. Oktober 1897 eingeweiht. Es verband in Form von pneumatic dispatches, die im Stadtgebiet verteilt waren, die benachbarten Postämter sowie die Endstationen der Eisenbahn, d. h. die Bahnpostämter. Vorgesehen waren auch Verbindungen in die Nachbarstädte Brooklyn, Staten Island, Jersey City, von denen wenigstens die Verbindung nach Brooklyn über die Brooklyn Bridge in Betrieb genommen wurde. Für den Betrieb des Systems kam die Stadtverwaltung von New York auf, welche dem Besitzer eine Miete sowie das Personal für den Betrieb zu zahlen hatte. Dem ökonomisch günstigen Ausbau des New Yorker Rohrpostnetzes kam der orthogonale Straßenverlauf der Stadt (vor allem in Manhattan) entgegen. Zudem stellte die Unterquerung der Gewässer um New York eine preiswerte Alternative zu technisch aufwendigeren Installationen wie Brücken dar. Im Zuge seiner größten Ausdehnung erreichte das Netz eine Länge von 27 Meilen (ca. 44 km).
Die Rohrpostbehälter in New York konnten je bis zu 600 Briefe befördern – das Netz diente neben dem Transport von Telegrammen und Eilsendungen vor allem auch der Beförderung von zu verteilender Post zwischen den Verteilämtern und den einzelnen Zustellämtern. Die Rohrpost konnte die Post etwa fünfmal schneller von einem Amt zum anderen transportieren als die Postwagen auf der Straße. Dadurch war in der Regel die Verteilung der Post einer Lieferung bereits zu einem Zeitpunkt erledigt, zu dem der Postwagen sein Ziel noch nicht erreicht hätte.
Sendungen, die mit der Rohrpost von New York transportiert worden sind, können rückseitig einen oder mehrere Stempelabschläge aufweisen. Dies ist in erster Linie bei Sendungen der Fall, die per Eilboten (special delivery) aufgegeben worden sind. Gewöhnliche Sendungen weisen diese Stempel üblicherweise nicht auf. Aus dem erhaltenen postgeschichtlichen Material kann auf die folgende Verfahrensweise geschlossen werden: Sendungen, die per Rohrpost transportiert wurden, erhielten zumeist rückseitig einen Ankunftstempel der entsprechenden Rohrpoststation. Dieser Stempel weist den Schriftzug REC.D für received auf. Im Gegensatz zu den üblichen Stempeln der US-amerikanischen Post, die eine Stundeneinstellung mit dem zusätzlichen Hinweis AM (ante meridiem = vormittags) oder PM (post meridiem = nachmittags) aufweisen, zeigen die Stempel der Rohrpostaustausch- oder Empfangsstationen eine 30-Minuten-Einstellung. Damit lässt sich genau rekonstruieren, auf welchem Wege eine Rohrpost-, Eilboten- oder telegraphische Sendung befördert worden ist. Diese Zeiteinstellung entspricht offensichtlich auch dem Fahrplan der Rohrpostzüge, die wegen des großen Fassungsvermögens der New Yorker Rohrpostkapseln nicht in so dichtem Abstand fahren mussten wie die in Berlin oder Paris.
Zwischen 1918 und 1922 war das Rohrpostnetz aus Kostengründen außer Betrieb. Während einer Rekonstruktion der Brooklyn-Bridge im April 1950 wurde der Dienst zwischen New York und Brooklyn unterbrochen und anschließend nie wieder aufgenommen. In den übrigen Stadtteilen von New York wurde der Rohrpostdienst im Jahre 1953 zum Zwecke einer Revision unterbrochen und später endgültig eingestellt.
|  | Ocean-Letter des New Yorker Agenten der DEBEG (Deutsche Betriebsgesellschaft für drahtlose Telegraphie) vor dem 10. Dezember 1936 als Telegramm von der Telegraphenstation eines in Richtung New York fahrenden deutschen Atlantik-Liners aufgenommen und nach Ankunft in New York am 10. Dezember 1936 dem dortigen Hauptpostamt (G.P.O.) wie bei Telegrammen üblich zur weiteren Bearbeitung als Eilbotensendung übergeben. Stempelabschlag 8:00 pm = 20:00 Uhr.                                                                                                  |
|  | Die Rückseite des gleichen Briefes zeigt den received-Stempel der New York Station (STA.N) abgeschlagen um 8.30 PM = 20:30 Uhr. |
|  | Ocean-Letter der DEBEG am 20. Dezember 1935 als Telegramm von der Telegraphenstation des in Richtung New York fahrenden Dampfers Hamburg aufgenommen mit deutschen Briefmarken freigemacht und entwertet und nach Ankunft in New York dem dortigen Hauptpostamt (G.P.O.) zur weiteren Bearbeitung übergeben. |
|  | Die Rückseite des gleichen Briefes zeigt den Eingangs-Stempel des Hauptpostamtes New York (G.P.O) 9 PM = 21:00 Uhr sowie den received-Stempel des Hauptpostamtes von Brooklyn 10 PM = 22:00 Uhr. Der Brief ist demnach durch die Rohrpostverbindung über die Brooklyn-Bridge weiterbefördert worden. Da die Sendung offensichtlich zu Betriebsschluss der Rohrpost in Brooklyn eintraf, wurde die Sendung erst am folgenden Tag, dem 21. Dezember 1935 per Rohrpost weitergeleitet und um 630 AM = 6:30 Uhr von der Cravesand Station in Brooklyn weiterbearbeitet. |

### Saint-Louis
Zur Louisiana Purchase Exposition wurde 1904 eine kurze Rohrpostlinie eröffnet, die jedoch bereits 1916 wieder eingestellt wurde.

## Südamerika

### Buenos Aires (Argentinien)

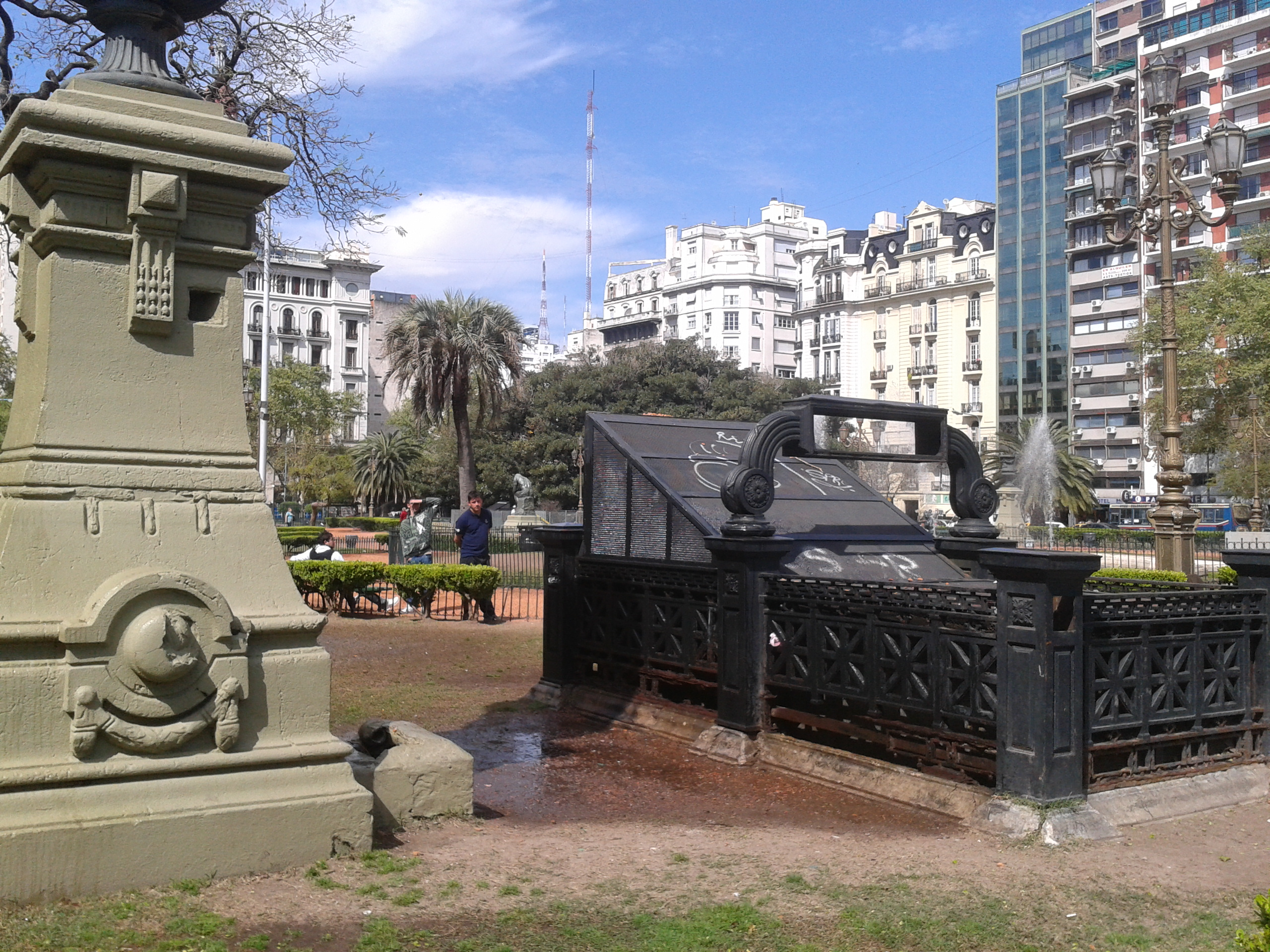
Eingang zum Hauptmaschinenraum der Correo Neumático de Buenos Aires auf der Plaza Mariano Moreno

Übersichtsschema des Liniennetzes des expreso urbano / Rohrpost von Buenos Aires (ca. 1920).

Das Projekt der Correo Neumático de Buenos Aires begann 1888 nach Plänen des deutschstämmigen Ingenieurs Otto Krause. Für die Installation der Röhren wurde u. a. der Gütertunnel der Ferrocarril Oeste verwendet. Nach langer Bau- und Erprobungsphase folgte 1934 die Einweihung. Die Gesamtlänge des Netzes betrug 60 Kilometer, es hatte eine Sterntopologie.
Auf den Rohrpost-Ganzsachen der Argentinischen Post ist ein Übersichtsplan über das Netz abgebildet. Einige Details des Versandverfahrens sind bekannt, da es auf den Kartenbriefen ausführlich beschrieben wird. So konnten Rohrpost-Kartenbriefe bei den angeschlossenen Telegraphenämtern aufgegeben werden. Sie wurden dann mit den expreso urbano zum Empfänger weitertransportiert. Ebenso konnten diese Sendungen auf offener Straße dem Boten des expreso urbano gegen Empfangsquittung zur Beförderung übergeben wurden. Nutzte man die Möglichkeit der vorausbezahlten Antwort, dann hatte der Empfänger die Möglichkeit, eine Antwort im Umfang von nicht mehr als 20 Worten einschließlich der Adresse in ein eigens dafür vom Boten zur Verfügung gestelltes Formular einzutragen. Diese Antwort wurde dann, da ja vorausbezahlt, ohne weitere Kosten zugestellt. Brauchte der Antwortende jedoch mehr als 20 Worte, wurde die Antwort mit normaler Post befördert. Eine Einlieferung über den Briefkasten war auch möglich. Man wurde jedoch darauf hingewiesen, die Leerungszeiten der Briefkästen zu beachten.
Bei dem abgebildeten Linienplan des expreso urbano ist nicht klar, welche Strecken per Rohrpost und welche durch einen Stadtschnelldienst bedient wurden. Sicher ist hingegen, dass seit 1928 die Hamburger Firma Carl August Schmidt & Söhne mit dem Ausbau der Stadtrohrpost von Buenos Aires beauftragt war. So heißt es in der zum 100-jährigen Bestehen dieser Firma im Jahre 1941 herausgegebenen Festschrift:
„Der von uns im Jahre 1928/29 mit der argentinischen Regierung für die Post- und Telegraphen-Direktion in Buenos Aires auf Grund einer internationalen Ausschreibung abgeschlossene Auftrag auf Lieferung einer Stadtrohrpostanlage für Buenos Aires brachte uns in schwerste Bedrängnis. Die Anlage umfasste die Verbindung von 14 Post- und Telegraphenämtern der Stadt mit einer Gesamtfahrrohrstrecke von 72000 Metern mit 42 Maschinensätzen. Infolge Revolutionen und wiederholter Regierungswechsel in Argentinien blieben die vereinbarten Ratenzahlungen aus, obwohl die Anlage bereits bis zu 65 % betriebsfertig hergestellt war. Die Bauzeit, die mit 1½ Jahren vorgesehen war, dauerte schließlich 8 Jahre. Große Zins- und Kursverluste waren die unausbleibliche Folge. Als endlich die ersten Ratenzahlungen eingingen, wurde die Anlage von uns fertiggestellt und auch die Restraten von der argentinischen Post- und Telegraphenverwaltung bezahlt, jedoch in stark entwerteter Valuta. Nach endgültiger Fertigstellung der Anlage erfolgte ihre Abnahme durch die argentinische Behörde ohne jede Beanstandung, da sich der absolut störungsfreie Betrieb schon seit längerer Zeit erwiesen hatte.“
Am 6. November 1970 wurde der Rohrpostbetrieb eingestellt.